# Formalismul rus
Formalismul rus a fost o școală influentă de critică literară în Rusia din anii 1910 până în anii 1930. Ea include studiile mai multor oameni de știință ruși și sovietici extrem de influenți precum Viktor Șklovski, Iuri Tînianov, Vladimir Propp, Boris Eichenbaum, Roman Jakobson, Boris Tomașevsky, Grigori Gukovski care au revoluționat critica literară între 1914 și 1930, prin stabilirea specificității și autonomiei literaturii și limbajului poetic. Formalismul rus a exercitat o influență majoră asupra unor gânditori ca Mihail Bahtin și Iuri Lotman și asupra structuralismului ca un întreg. Membrii mișcării au influențat semnificativ critica literară modernă în perioadele structuraliste și post-structuraliste. În timpul conducerii URSS de către Stalin, formalismul a devenit un termen peiorativ pentru arta elitistă.
Formalismul rus a fost o mișcare diversificată care nu a avut o doctrină unitară și nu a produs nici un consens în rândul susținătorilor săi cu privire la scopul central al eforturilor lor. În fapt, „Formalismul rus” se referă la două mișcări distincte: OPOJAZ (Obșcestvo Izuceniia Poeticeskogo Iazîka, Societatea pentru Studiul Limbajului Poetic) din Sankt Petersburg și Cercul Lingvistic din Moscova. Prin urmare, este mai corect să se facă referire la „formaliștii ruși” decât să folosească termenul mai abstract și mai cuprinzător de „formalism”.
Termenul de „formalism” a fost folosit prima dată de către adversarii mișcării și, ca atare, el are un sens respins în mod explicit de către formaliști. În cuvintele unuia dintre cei mai cunoscuți formaliști, Boris Eichenbaum: „este dificil să-mi amintesc cine a inventat acest nume, dar nu a fost o invenție foarte fericită. Ar fi putut fi nimerit ca strigăt de luptă simplificat, dar nu reușește, ca un termen obiectiv, să delimiteze activitățile „Societății pentru Studiul Limbajului Poetic”.”

## Idei distincte
Formalismul rus este distinct prin accentul pus pe rolul funcțional al tehnicilor literare și prin concepția originală a istoriei literare. Formaliștii ruși au fost susținătorii unei metode „științifice” pentru studierea limbajului poetic, cu excluderea abordărilor cultural-istorice și psihologice tradiționale. În opinia lui Erlich, "s-a intenționat delimitarea cercetării literare de discipline conexe precum psihologia, sociologia, istoria gândirii, iar teoreticienii enumerați s-au axat pe caracteristicile distinctive ale literaturii, pe tehnicile artistice specifice literaturii de ficțiune” (The New Princeton Encyclopedia 1101).

## Formalismul ca delict politic
În perioada sovietică a lui Iosif Stalin, autoritățile au dat termenului un sens peiorativ pentru a desemna orice artă care utiliza tehnici complexe și forme accesibile doar elitei, mai degrabă decât să fie simplificată pentru „popor” (precum era cazul realismului socialist).
Una dintre cele mai sofisticate critici ale formalismului a fost realizată de Lev Troțki în cartea Literatură și Revoluție (1924). Troțki nu respinge în întregime abordarea formalistă, dar insistă asupra faptului că „metodele analizei formale sunt necesare, dar nu și suficiente” pentru că neglijează lumea socială în care trăiesc ființele umane care scriu și citesc literatură: „Forma artei este, într-o anumită și foarte mare măsură, independentă, dar artistul care creează această formă și spectatorul care se bucură de ea, nu sunt mașinării goale pe dinăuntru, una pentru a crea forma și cealaltă pentru a o aprecia. Ei sunt oameni vii, cu o psihologie cristalizată ce formează o anumită unitate, chiar dacă nu în totalitate armonioasă. Această psihologie este rezultatul condițiilor sociale” (180, 171). Formaliștii au fost, astfel, acuzați că ar fi reacționari în plan în plan politic din cauza unor remarci nepatriotice precum cea a lui Șklovski (citată de Troțki) că „Arta a fost întotdeauna liberă în relația cu viața, iar culoarea ei nu reflectă culoarea drapelului ce flutura peste cetatea orașului” (164). Liderii mișcării au suferit persecuții politice începând din anii 1920, când Stalin a venit la putere, ceea ce a pus capăt, în mare măsură, mișcării lor.